# The Peel Sessions '87-'90
The Peel Sessions '87-'90 è il quinto album del gruppo grindcore Extreme Noise Terror, pubblicato nel 1990 dalla Strange Fruit Records.

## Tracce

### CD 1
1. Work For Never
2. 3rd World Genocide
3. Fact Or Fiction
4. Subliminal Music Mind Control
5. Carry On Screaming
6. Conned Through Life
7. Only In It For The Music
8. I'm A Bloody Fool
9. In It For Life
10. Deceived
11. Shock Treatment
12. False Profit
13. Another Nail In The Coffin
14. Use Your Mind
15. Human Error
16. No Threat
17. Take The Strain
18. Bullshit Propaganda
19. Murder
20. Show Us Your Care
21. System Shit

## Formazione
Nel 1987
- Dean Jones - voce
- Phil Vane - voce
- Pete Hurley - chitarra e voce
- Jerry Clay - basso e voce
- Mick Harris - batteria

Nel 1990
- Dean Jones - voce
- Phil Vane - voce
- Pete Hurley - chitarra e voce
- Mark Bailey - basso e voce
- Tony "Stick" Dickens - batteria